# Tritierat vatten
Tritierat vatten (T2O eller 3H2O), även tritiumoxid eller tretungt vatten, är en kemisk förening vars struktur är analog med vattenmolekylen (H2O), men där en väteatom (H) är ersatt med den tyngsta väteisotopen tritium (T eller 3H) med signifikant halveringstid.
Tritierat vatten förekommer endast i små mängder naturligt. Smältpunkten är 4,48 °C och kokpunkten är 101,51 °C.